# طلعه زار علیا
طلعه زار علیا، روستایی از توابع بخش زیلائی شهرستان مارگون در استان کهگیلویه و بویراحمد ایران است.

## جمعیت
این روستا در دهستان زیلائی قرار دارد و براساس سرشماری مرکز آمار ایران در سال ۱۳۸۵، جمعیت آن ۳۰ نفر (۶خانوار) بوده‌است.